# Libbyita
La libbyita és un mineral de la classe dels sulfats.

## Característiques
La libbyita és un sulfat de fórmula química (NH₄)₂(Na₂◻)[(UO₂)₂(SO₄)₃(H₂O)]₂·7H₂O. Va ser aprovada com a espècie vàlida per l'Associació Mineralògica Internacional l'any 2022 i publicada l'any següent. Cristal·litza en el sistema tetragonal.
Les mostres que van servir per a determinar l'espècie, el que es coneix com a material tipus, es troben conservades a les col·leccions mineralògiques del Museu d'Història Natural del Comtat de Los Angeles, a Los Angeles (Califòrnia) amb els números de catàleg: 76267, 76268, 76269 i 76270.

## Formació i jaciments
Va ser descoberta a la mina Blue Lizard, situada al districte miner de Red Canyon, dins el comtat de San Juan (Utah, Estats Units). Aquesta mina estatunidenca és l'únic indret de tot el planeta on ha estat descrita aquesta espècie mineral.